# Cod (музичка група)
Групу Код су лета 1972. године у Сарајеву основали басиста Изидор Каић, клавијатуриста Ненад Јурин и гитариста Џемо Новаковић, док су се остали чланови групе често мењали. На самом почетку своје каријере су свирали hard rock и скидали хитове светских група Deep Purple i Uriah Heep. Управо због тога су одлучили да узму енглеско име Cod (у сленгу: превара, варка, обмана).
Први озбиљнији наступ одржали су у Скендерији на концерту поводом десет година од оснивања Indexa. Група је није имала неких запаженијих успеха све до доласка гитаристе и композитора Енеса Бајрамовића крајем 1974. године. Група Код је тог времена су изградили имиџ забављачке групе која је свирала све што се од њих тражило. Били су пратећа група на концертима Кемала Монтена, Здравка Чолића, Махира Палоша и других певача. Са доласком Енеса Бајрамовића све је кренуло другим, успешнијим путем - Енес је каријеру rock музичара започео заједно са Ипетом Ивандићем у групи Рок.
Завршио средњу музичку школу и две године Музичке академије, а низ година је свирао тромбон у плесном оркестру РТВ Сарајево.
Одлазе у студио и почињу са снимањем својих првих материјала. Прва два сингла групе Код са песмама „Дођи ми на чај“ и „Цицибан“ пролазе добро код публике и профилишу њихову изразиту поп оријентацију базирану на памтљивим рефренима и тинејџерским текстовима. Музику је писао Енес, а текстове Ранко Бобан. Ипак, успех им не обезбеђује концертни континуитет и они престају са радом. Ненад Јурин прелази у Indexe, Џемо Новаковић у групу Неде Украден, а Енес Бајрамовић у Амбасадоре. Нови чланови су гитариста Неџад Чамџић и клавијатуриста Крешимир Ребић. Енес се враћа у групу крајем 1976. године, и Код снима успешан сингл са његовом песмом „Нови штос“. После промоције плоче одлазе на турнеју у СССР. Упоредо са радом за групу, Енес је компоновао и за друге, па су тако Indexi изводили његову „У једним плавим очима“.
Успех трећег сингла избацује их у први план посебно код тинејџерске публике, а rock критичари их дефинишу као предводнике млаког "humpa cumpa" правца. Свој први ЛП - „Дођите на чај“ снимају у постави гитариста Енес Бајрамовић, клавијатуриста Дарко Аркус, басиста Изидор Каић, бубњар Изет Хајдаревић и певач Селвер Брдарић. Плочу је продуцирао Никола Борота Радован. Планирали су да наставе линију инстант хитова започетих на сингловима. Албум отвара поновни снимак првог хита „Дођите на чај“ а следе сличне песме „Наша љубав трајала је кратко, јер већ сутра си се мени насмијала слатко“, „Она само једног воли, кажу ми сви“ са дугим насловима и кратким памћењем. Упркос томе плоча је добро прошла код публике када је објављивању 1977., а на својим наступима више пажње поклањају сценским ефектима него самој музици.
Следеће године, другим албумом „Бијели багреми“ покушавају да се представе као озбиљнија група, али плоча не наилази на добар одзив публике и они престају са радом.

## Дискографија
Синглови
- 1975. Код, „Дођи ми на чај“, „Желим игру ту“ - Југотон
- 1976. Код, „Цицибан“, „Рок за моју бившу пуницу и њену пријатељицу“ - Југотон
- 1976. Код, „Нови штос“, „Ниси мала беба“ - Југотон 1976)
- 1977. Код, „Екскурзија“, „Кад смо били сасвим мали радили смо дивне ствари“ - Југотон
- 1978. Код, „Семафор“, „Ја и моја мала“ - РТВ Љ
- 1980. Код, „Слушај ме, мајко“, „Ђиха диха“ - Југотон

Албуми
- 1977. Код, „Дођите на чај“ - Југотон
- 1978. Код, „Бијели багреми“ - Југотон

## Фестивали
Ваш шлагер сезоне, Сарајево:
- Зар можеш да ме превариш, '88